# 岸本和也
岸本 和也（きしもと かずや、1972年12月30日 - ）は、日本の男性声優。大阪府出身。

## 略歴
プロ・フィット声優養成所卒。
以前はプロ・フィット（預かり）に所属していた。

## 人物
趣味は車、バイク。特技は謡曲。
資格は大型二種・中型二輪免許。

## 出演作品

### テレビアニメ
2008年
- スキップ・ビート!（山河）

2009年
- おおかみかくし（牢の神人）
- スレイヤーズ EVOLUTION-R（オヤジ）
- WHITE ALBUM（レポーター）

2011年
- 銀魂'（蓮蓬B、フランケンフルト）

### 劇場アニメ
2009年
- 8月のシンフォニー -渋谷2002〜2003（ガヤ）

### ゲーム
2010年
- おおかみかくし（町内会役員）

### ドラマCD
2009年
- えびてん 公立海老栖川高校天悶部（多数のおっさん）
- 死神姫の再婚（御者）
- Punch↑第2巻（型枠工親方）

### ラジオCM
- 関西学院大学（ナレーション）
- ピザ・リトルパーティー